# 法且利亚叶马先蒿
法且利亚叶马先蒿（学名：Pedicularis phaceliaefolia）是列当科马先蒿属的植物，为中国的特有植物。分布在中国大陆的云南、四川等地，常生于阴湿的灌丛及沟边等处，目前尚未由人工引种栽培。